# Jamina Roberts
Jamina Caroline Roberts, född 28 maj 1990 i Göteborg, är en svensk handbollsspelare. Hon är högerhänt och spelar i anfall oftast som vänsternia.

## Karriär
IK Sävehof är Roberts moderklubb, med vilka hon tog sex SM-guld åren 2009–2014. 
Efter dessa år satsade hon på proffsspel i Danmark och värvades av Team Tvis Holstebro där hon spelade med före detta klubbkamraten Linn Blohm och Nathalie Hagman. Klubben fick ekonomiska problem och Jamina Roberts blev efter två proffssäsonger klubblös 2016. Hon återvände då för en säsong till Sävehof.
Ett nytt utlandsäventyr startade 2017, då hon under den kommande säsongen spelade i ungerska Érdi VSE. Hon spelade sedan i danska Randers HK åren 2018–2020. Sommaren 2020 skrev hon på ett tvåårigt kontrakt med sin gamla klubb Sävehof.
Jamina Roberts debuterade i Sveriges landslag 2010. Roberts har spelat 15 mästerskap för Sverige. Hon har spelat över 100 landskamper och har belönats med Stora grabbars och tjejers märke. Efter OS 2020 valdes hon ut som turneringens bästa vänsternia.
Sedan 2022 har hon kontrakt med norska Vipers Kristiansand. Med Vipers var hon med och vann EHF Champions League 2023.

## Familj
Jamina Roberts far James Roberts är från Aruba, och var sjöman. Han landsteg i Göteborg 1970, och blev bodybuilder. Han tog ett EM-silver och ett VM-brons. Modern Gunilla, som är från Umeå, spelade handboll som junior. När Jamina var 10 år gammal sköts hennes halvbror Daniel till döds.
Hennes yngre bror Kelvin Roberts är också handbollsspelare.
Jamina Roberts har ett förhållande med handbollsspelaren Emil Berggren sedan början av 2010-talet och fick en dotter år 2020. Sex veckor senare var hon tillbaka på handbollsplanen, som spelare för Sävehof.

## Meriter
Klubblag
- EHF Champions League 2023 med Vipers Kristiansand
- Norska cupen 2022/23 med Vipers Kristiansand
- Norska ligan 2022/23 med Vipers Kristiansand
- Svensk mästare sju gånger (2009, 2010, 2011, 2012, 2013, 2014, 2022) med IK Sävehof
- EHF-cupen 2015 med Team Tvis Holstebro
- Cupvinnarcupen 2016 med Team Tvis Holstebro

Landslag
- EM 2010 i Danmark och Norge:  Silver
- VM 2011 i Brasilien: 9:a
- OS 2012 i London: 11:a
- EM 2012 i Serbien: 8:a
- EM 2014 i Kroatien och Ungern:  Brons
- VM 2015 i Danmark: 9:a
- OS 2016 i Rio de Janeiro: 7:a
- EM 2016 i Sverige: 8:a
- VM 2017 i Tyskland: 4:a
- EM 2018 i Frankrike: 6:a
- VM 2019 i Japan: 7:a
- EM 2020 i Danmark: 11:a
- VM 2021 i Spanien: 5:a
- OS 2020 i Tokyo: 4:a
- EM 2022 i Montenegro/Nordmakedonien/Slovenien: 5:a

Individuella utmärkelser
- All-star team som bästa vänsternia vid OS 2020 i Tokyo[12]
- Årets kvinnliga handbollsspelare i Sverige 2022 och 2023
- All-star Team som bästa vänsternia SHE 2021/2022